# Maki Enjōji
Pour les articles homonymes, voir Enjoji.
Maki Enjōji (円城寺マキ) est une mangaka japonais. Elle est l’auteure de Happy Marriage?! édité en 2009 par Shōgakukan. Elle a aussi écrit Check-me up (un manga en 7 tomes).